# Consonante alveolare
In fonetica articolatoria, una consonante alveolare è una consonante, classificata secondo il proprio luogo di articolazione, che fa parte del più ampio gruppo delle consonanti con articolazione dentale-alveolare, il quale comprende anche le consonanti dentali e postalveolari, le cui differenze sono in genere trascurate se non nel caso delle fricative.
Una consonante alveolare viene articolata accostando la punta o apice della lingua agli alveoli dei denti incisivi superiori, in modo che l'aria, costretta dall'ostacolo, produca un rumore nella sua fuoriuscita.

## Le consonanti
A seconda del loro modo di articolazione, si distinguono consonanti occlusive, nasali, vibranti e monovibranti, fricative, laterali e laterali fricative, affricate e approssimanti.
L'alfabeto fonetico internazionale elenca le seguenti consonanti alveolari:
- [t] Occlusiva alveolare sorda
- [d] Occlusiva alveolare sonora
- [s] Fricativa alveolare sorda
- [z] Fricativa alveolare sonora
- [n] Nasale alveolare
- [r] Vibrante alveolare
- [ŗ] Vibrante alveolare sorda
- [ɾ] Monovibrante alveolare
- [ɾ̥] Monovibrante alveolare sorda
- [ɺ] Monovibrante alveolare laterale
- [ɹ] Approssimante alveolare
- [l] Laterale alveolare
- [l̥] Laterale alveolare sorda
- [ɬ] Laterale fricativa alveolare sorda
- [ɮ] Laterale fricativa alveolare sonora

Consonanti non-polmonari:
- [ʦ] Affricata alveolare sorda
- [ʣ] Affricata alveolare sonora
- [ɗ] Implosiva alveolare sonora
- [ɗ̥] Implosiva alveolare sorda
- [tʼ] Eiettiva alveolare
- [sʼ] Eiettiva alveolare fricativa
- [tsʼ] Eiettiva alveolare affricata
- [tɬʼ] Eiettiva alveolare laterale affricata
- [ɬʼ] Eiettiva alveolare laterale fricativa
- [tɬ] Affricata laterale alveolare sorda
- [dɮ] Affricata laterale alveolare sonora
- [ǃ¡] Clic occlusivo alveolare
- [ǃ] Clic centrale alveolare
- [ǁ] Clic laterale alveolare